# Great Limber
Great Limber est une paroisse civile et un village du Lincolnshire, en Angleterre. La population de la paroisse civile s'élevait, au recensement de 2011, à 271 habitants. Le village se situe sur la route A18, à treize kilomètres de Grimsby et à treize kilomètres à l'est de Brigg. 
En 1885, l'annuaire Kelly's Directory mentionne une chapelle méthodiste wesleyenne, érigée en 1841. La paroisse, couvrant 20 km2, y compris 3,8 km2 de bois et forêts, était cultivée selon un assolement quadriennal ou quinquennal et produisait essentiellement du blé, de l'orge et des navets. Sa population, en 1881, est de 489 habitants.
L'église anglicane de Great Limber est dédiée à saint Pierre ; le bâtiment est un monument classé de Grade I depuis le milieu des années 1960. Mélange d'architecture romane normande et de gothique décoré, l'édifice est composé d'un chœur, d'une nef, et de collatéraux avec des chapelles absidiales et un porche s'ouvrant au sud ; à l'ouest se trouve un campanile crénelé abritant trois cloches. L'église est partiellement restaurée en 1873, et pour cette raison, son chœur porte les traces de l'architecture victorienne, même si son arche comme son font baptismal datent du XIIIe siècle. Un vitrail de 1890 dans le bas-côté nord est dû à Kempe.